# Aleksejs Gilnics
Aleksejs Gilnics född 29 maj 1993, är en lettisk fotbollsspelare (mittback) i FS Metta som bland annat har meriter från Lettlands U21-landslag. I Sverige har han representerat division 1-klubben AFC United. 
Gilnics skriv på ett treårskontrakt för Cesena i 15 juni 2011.